# Suzanne Morrow
Suzanne Morrow Francis, også af og til omtalt som Suzanna Morrow-Francis eller Suzy Francis, (født 14. december 1930 i Toronto, død 11. juni 2006) var canadisk kunstskøjteløber og deltager i de olympiske vinterlege i 1948 i St. Moritz og 1952 i Oslo.
Francis vandt sammen med Wallace Diestelmeyer, en olympisk bronzemedalje i parløb under Vinter-OL i St. Moritz 1948 efter det belgiske par Micheline Lannoy / Pierre Baugniet og Andrea Kékessy /
Ede Király fra Ungarn. Parret er kendt for at være de første, der udførte en dødsspiral i en international konkurrence. Hun konkurrerede desuden i kvindernes friløb ved Vinter-OL både i 1948 og 1952.
Hun var canadisk mester i kvindernes friløb i årene 1949-1951, og (sammen med Diestelmeyer) i parløb 1947 og 1948 samt i isdans 1948.
Efter sin aktive karriere var Morrow i mere end halvtreds år international og olympisk dommer i kunstskøjteløb. Hun aflagde som den første kvinde nogensinde det olympiske løfte for dommere under åbningen af Vinter-OL 1988 i Calgary.
Morrow bestod embedseksamen i veterinærmedicin i 1952 og arbejdede som dyrlæge, indtil hun gik på pension i 1995. Hun havde desuden licens som dommer fra Canadian Kennel Club, der fører stambog for racehunde i Canada.

## OL-medaljer
- 1948  Schweiz St. Moritz –  Bronze i kunstskøjteløb, parløb.